# بوب أوليفر (لاعب كرة قدم أمريكية)
بوب أوليفر (بالإنجليزية: Bob Oliver)‏ هو لاعب كرة قدم أمريكية أمريكي، ولد في 17 يونيو 1947 في أولني في الولايات المتحدة، وتوفي في 28 يونيو 2013 في أبيلين في الولايات المتحدة بسبب سرطان.

## وصلات خارجية
- بوب أوليفر على موقع مرجع كرة القدم المحترفة.كوم (الإنجليزية)
- بوب أوليفر على موقع JustSportsStats.com (الإنجليزية)